# Nils Holmberg (friidrottare)
För andra betydelser, se Nils Holmberg.
Nils Holmberg, född 1936 i Ljungby är en svensk före detta friidrottare. 
Han tävlade för Ljungby IF och Stockholms Studenters IF. 

## Meriter
- Svensk skolmästare på 400 m 1955
- SM-3:a på 400 m 1958
- Bronsmedaljör vid EM 1958 i stafett 4 x 400 m
- Nordisk akademisk mästare på 400 m 1959
- Svensk mästare stafett 4 x 800 m 1962.

## Personliga rekord
- 100 m 11,0 sek
- 200 m 22,2 sek
- 400 m 49,0 sek.